# André Cunha
André Albino Carvalho da Cunha conhecido apenas por André Cunha (nasceu em 16 de Fevereiro de 1978) e é um futebolista Português, que atualmente está ao serviço do Vizela.